# Scuticaria strictifolia
Scuticaria strictifolia  é uma espécie de orquídea preferencialmente rupícola de crescimento cespitoso habitante da Serra do Mar, nos estados de São Paulo e Rio de Janeiro, no Brasil, onde é geralmente encontrada vivendo em meio às pedra e folhas em locais bem iluminados. Alguns taxonomistas consideram-na apenas uma variedade da Scuticaria hadwenii. Como todas as espécies deste gênero, não é planta de fácil cultivo, não sendo indicada para orquidófilos iniciantes.
Apresentas folhas roliças que brotam de pseudobulbos quase imperceptíveis; poucas flores comparativamente grandes vistosas e coloridas, com labelo contrastante. Pode ser diferenciada das outras espécies do gênero por ser a única preferencialmente rupícola e uma das duas de folhas eretas.